# Den Persiske Bugt
Den Persiske Bugt (persisk: خلیج فارس) er en ca. 233.000 km² stor bugt mellem Iran og den arabiske halvø og forbundet med resten af Det Arabiske Hav gennem Hormuzstrædet og Omanbugten.
Inderst i bugten udmunder Aravandrud/Shatt al-Arab i et stort floddelta.
Bugten har dannet en naturlig baggrund for regional handel og tillige langfart til Indien og Kina siden Sassanidernes tid.

Landene med kystlinje til Den Persiske Bugt er i rækkefølge fra syd til nord: Oman, Forenede Arabiske Emirater, Saudi-Arabien, Qatar som ligger på en halvø fra den saudiske kyst, Bahrain på en øgruppe mellem Qatar-halvøen og Saudi-Arabien, Kuwait, Irak og Iran.

## Nomenklatur
Det tidligst bevarede navn er det assyriske Nar Marratu, "bitter flod" og det akkadiske (de) Tamtu Saplitu, "nedre hav" - det akkadiske "Tamtu Elenitu", "øvre hav" om Middelhavet.

Det persiske navn for bugten blev også brugt i oldtidens Grækenland, antageligt pga. den nære sammenhæng med Det Persiske Rige,
jf. Daryaee (2003, s. 1).
Malmirian (2000)
gør opmærksom på betegnelsen Det Erytræiske Hav, blandt andet anvendt af Herodot,

mens betegnelsen (græsk: Persiconkaitas=)Den Persiske Bugt først findes i det 3.århundrede hos Arrian lignende det tidligst kendte persiske navn Draya: tya: haca parsa: Aitiy(='Havet der går fra Persien').
Fra latin kendes lignende betegnelse (latin: Aquarius Persico=Det Persiske Hav), i det 1.århundrede, hos Quintus Curtius Rufus, mens det er gængs at give Sinus Persicus som den klassisk latinske betegnelse.

Ligeså - med nogen variation - følger det tidlige kartografiske materiale fra renæssancen, der viderefører den ptolemæiske tradition.
Netop den tyrkiske dominans i området i 1500-tallet førte lejlighedsvist til, at det persiske navn blev erstattet eller suppleret med betegnelsen Basra Bugten.
Blandt de nuværende arabiske Golf-stater benyttes navnet Den Arabiske Bugt (arabisk: الخليج الفارسي).
Ifølge Levinson (2011) var det først briterne sir Charles Belgrave omkring 1930 og Roderic Owen i 1950'erne, der lancerede betegnelsen,
og i tiden efter Anden Verdenskrig var der angiveligt 'visse kredse' i USA, der sluttede op om denne
(Alai 2012).
Mest gængs er det, at genlanceringen - idet Den Arabiske Bugt (=latin: Sinus Arabicum) var navn for Det Røde Hav - omtales i forbindelse med fornyelsen af den arabiske nationalisme i 1960'erne.

I oktober 2010 brugte en talsmand for USA's udenrigsministerium termen Arabiske bugt, hvilket blev tolket som et politisk signal, og førte til en underskrifts-indsamling, på initiativ fra det Iransk-Amerikanske samfund (en).

Ligeså har den amerikanske flåde taget navnet til sig, angiveligt også før oktober 2010.

De fleste lande og organisationer bruger navnet Den Persiske Bugt, og retningsgivende for det synspunkt, der også omfatter legale dokumenter, er FN's resolution vedrørende geografisk nomenklatur.

## Geopolitiske forhold
Den Persiske Bugt har været et omdrejningspunkt for både regional og international handel -
se f.eks. Daryaee (2003), Bilgin (2004, s. 113).
Siden det 20. århundrede er Den Persiske Bugt og de omgivende kystområder tillige præget af olieindustrien, og det er det område i verden, som har den største forekomst af råoile.
Ud over de stedlige magter - specielt Tyrkiet og Persien - har den britiske interesse igennem århundreder gjort sig gældende; East India Trade Company begyndte at sejle i bugten allerede i 1600-tallet.

Den militær-strategiske betydning er senest blevet kendt under Golfkrigen og Irakkrigen, hvor de internationale koalitionsstyrker - fra 2003, Koalitionen af Villige Lande under Irakkrigen - opererede i bugten, herunder den danske korvet Olfert Fischer.

## Eksterne links
- Iranian National Institute for Oceanography and Atmospheric Science, Persian Gulf Historical Documents Databank Arkiveret 24. januar 2021 hos  Wayback Machine (inio.ac.ir)
- UNITED NATIONS GROUP OF EXPERTS ON GEOGRAPHICAL NAMES, Working Paper No. 61 (unstats.un.org) Arkiveret 19. juni 2018 hos  Wayback Machine